# Shady Hills
Shady Hills – jednostka osadnicza w Stanach Zjednoczonych, w stanie Floryda, w hrabstwie Pasco.